# Sill (rivière)
Pour les articles homonymes, voir Sill (homonymie).
La Sill est une rivière autrichienne, qui coule dans le Tyrol. Elle prend sa source près du col du Brenner, coule vers le nord à travers le Wipptal et conflue dans l'Inn, en rive droite, à Innsbruck.

## Géographie
Elle a une longueur de 42 km. Son bassin a une superficie d'environ 855 km2.